# 이석우 (1948년)
이석우(李錫佑, 1948년 3월 3일 ~ )는 대한민국의 경기도 남양주시장을 지낸 정치인이다. 해군 소령으로 전역한 후 경기도 4급 특채 공무원이 되었다.

## 학력
- 양정고등학교 졸업
- 해군사관학교 25기 학사
- 연세대학교 행정학과 학사(1978년)
- 연세대학교 행정대학원 도시행정학과 행정학 석사(1983년)

## 경력
- 1989.07 ~ 1992.11 : 경기도 미금시 부시장
- 1992.11 ~ 1994.01 : 경기도 시흥시 부시장
- 1994.01 ~ 1994.05 : 경기도 공무원교육원장
- 1994.05 ~ 1994.12 : 경기도 지역경제국장
- 자유민주연합 행정자치연대위원
- 1995.01 ~ 1995.04 : 경기도 보사환경국장
- 1995.04 ~ 1995.06 : 경기도 구리시 시장 직무대행
- 1995.10 ~ 1997.01 : 경기도 광명시 부시장
- 한나라당 상임위원
- 1998.03 ~ 1999.02 : 경기도 남양주시 부시장
- 1999.02 ~ 1999.10 : 경기도 평택시 부시장
- 1999.10 ~ 2002.07 : 경기도 안양시 부시장
- 2002.07 ~ 2003.02 : 경기도 고양시 부시장
- 2003.02 ~ 2005.02 : 경기도 수원시 부시장
- 2005.02 ~ 2006.01 : 경기도 행정2부지사
- 2006 : 세계도자기엑스포 대표이사
- 2006.07 ~ 2010.06 : 제5대 경기도 남양주시 시장
- 2010.07 ~ 2014.06 : 제6대 경기도 남양주시 시장
- 새누리당
- 새누리당 전임위원
- 2014.07 ~ 2018.05 : 제7대 경기도 남양주시 시장
- 자유한국당
- 2018.01 ~ 2018.09 : 자유한국당 경기도당 남양주을 당협위원장
- 2018.12 ~ 2020.02 : 자유한국당 경기도당 남양주(을) 당협위원장

## 역대 선거 결과
|  | 54.98% |

|  | 50.09% |

|  | 49.52% |

|  | 8.76% |